# Bathyphantes malkini
Bathyphantes malkini là một loài nhện trong họ Linyphiidae.
Loài này thuộc chi Bathyphantes. Bathyphantes malkini được Wilton Ivie miêu tả năm 1969.